# Индекс на гломерулна филтрация
 Гломерулна филтрация  (ГФ) е обемът на течности филтрирани от бъбречните гломерулни капиляри в Баумановата капсула за единица време. В европейски и други източници се среща като скорост или индекс на гломерулна филтрация (ИГФ) и се третира като величина, описваща гломерулната ефективност. В българската медицинска литература ИГФ почти не се използва, а двете понятия (ГФ и ИГФ) се припокриват. Според ефективността на гломерулната филтрация се определя здравето на бъбрека, а при хронична бъбречна недостатъчност стойността се използва за условна категоризация на степените на функционално увреждане. Болестта в най-леката си 1-ва степен оказва минимални проблеми, а в крайната 5-а степен изисква хемо- или амбулаторна диализа.

## Физиология на гломерулната функция
Способността на бъбрека да филтрира кръвта се дължи на активната дифузия посредством полупропусклива мембрана, която позволява на малки молекули и йони да пресичат биологичната бариера, а големи (предимно белтъчни) молекули се съхраняват в кръвния поток. При хронично високо кръвно налягане, потокът създава механични повреди върху ултра-фините стени на капилярите в Баумановата капсула водещи до изтичане на албумин и други биологично ценни субстрати към тръбичките на нефрона, за да се отделят по каналния ред.
Филтрацията не е изолирано локално бъбречно и пасивно явление, но зависи изключително много от поддържане на нормално средно артериално налягане (САН), което се изчислява по формулата:
(1.)
{\displaystyle MAP\simeq {\frac {2}{3}}(DP)+{\frac {1}{3}}(SP)}
Където,
- MAP = САН е средното артериално (кръвно) налягане измервано в mm Hg,
- DP = ДН е диастоличното („долното“) кръвно налягане (mm Hg), а
- SP = СН е систоличното („горното“) кръвно налягане (mm Hg).

Функцията на бъбрека теоретично се нарушава и може да престане при САН по-малко от 50 – 80 mm Hg. В клиничната практика това се изразява в (а) анурия или (б) олигурия; в първия случай това е пълна липса на отделяне на урина, а във втория – крайно занижено отделяне
- за новородените – по-малко от 1 мл урина на кг живо тегло за 1 час
- за деца – <0,5 мл/кг/час
- за възрастните – < 400 мл/24 часа.[4][5] Някои критични състояния свързани с нарушаване на кръвното налягане като силно обезводняване или шок, водят до рязък пад на САН и съответно прекратяване на отделянето на урина.

Основен физиологичен фактор за поддържането на ГФ е диференциалното налягане на аферентните- и еферентни артериоли (виж диаграмата), това ще рече разликата между налягането при подаване на нефилтрирана кръв и поемане на пост-филтратната кръв. Това е особено важно при болни с напреднали заболявания на черния дроб с асцит, при които порталната циркулация (на латински: Venae portales renalis) се „задръства“ от повишените периферни налягания, причинявайки по-високо еферентно (спрямо аферентното) налягане и дефакто спиране на бъбречните функции.

Стойността на гломерулната филтрация е тъждествено равна на скоростта на отделяне, когато всички разтворени отпадни продукти свободно се филтрират и няма допълнително реабсорбиране нито секретиране от бъбреците на разтворими съставки.

Следователно, измереният филтрационен индекс е равен на количеството на отделени вещества в урината, произхождащи от изчислим начален обем кръв. Като сравним този принцип с посоченото по-долу уравнение – за някакво изходно вещество (a), произведението на концентрацията на това вещество в урината (CUa) по дебита на урината (DU) (в мл/мин) се равнява на масата (ma) на отделеното филтрирано веществото (в нашия случай това е CUa x DU)за времето, за което се е акумулирало определено количество урина. В идеалния случай на филтрация и отделяне, тази маса е равна на масата, филтрирана от гломерулите (веществото не е секретирано или реабсорбирано от филтратния разтвор). За да се определи стойността на гломерулна филтрация, (а) концентрацията на веществото в урината се разделя на концентрацията му в кръвната плазма и (б) полученото се умножава с минутния дебит на урината. Т.е. разделяйки концентрация на концентрация, размерностите г/мл се съкращават и остава размерността на дебита на урината в милилитра за минута.
- {\displaystyle CU_{a}} e Концентрация на (а) в урината (г/мл)
- {\displaystyle CB_{a}} e Концентрация на (а) в кръвта (г/мл)
- {\displaystyle DU} e Дебит на урината (мл/мин)
- {\displaystyle GFR_{a}} e Гломерулна филтрация (мл/мин)

(2.)
{\displaystyle {GFR_{a}}={\frac {{CU_{a}}*{DU}}{CB_{a}}}}
Има няколко различни техники за пресмятане на гломерулната филтрация (ГФ или преценена ГФ). Горната формула се прилага само за изчисляване на ГФ в идеалния случай на 100% филтриран спрямо отделен обем (или маса).

### Измерване с помощта на инулин
Съвременната лабораторна наука често борави с маркиращи вещества, които не се използват от организма, но преминават по същите пътища както и други съизмерими и изучавани вещества. Например, за точно визуализиране при радиографски проучвания се използва радиоконтраст, а за маркиране на хиперметаболитни тъкани при Позитронната томография се маркира глюкозата. Един от методите за точно определяне на ГФ е чрез венозно инжектиране на инулин или инулинов аналог синистрин. Тъй като и двете субстанции и инулин и синистрин, нито се реабсорбират нито се секретират в бъбреците след гломерулната филтрация, тяхната скорост на отделяне (екскреция) е пряко пропорционална на степента на филтрация на водата и пропуснатите през гломерула филтрати. В сравнение с по-долу посочената MDRD формула, инулиновата филтрация леко надвишава гломерулната функция. В ранен стадий на бъбречно заболяване филтрацията на инулин може да остане нормална, поради компенсационното действие на хиперфилтриращи здрави нефрони.Ненапълно събрана урина (с остатъчни обеми съдържащи маркиращата субстанция) е основен източник на грешка при инулиновите измервания на гломерулната филтрация.

### Дефиниция чрез налягането
Гломерулната филтрация е дебитът на обмен между гломерулните капиляри и Баумановата капсула:
(3.)
{\displaystyle {\operatorname {d} Q \over \operatorname {d} t}=K_{f}\times (P_{G}-P_{B}-\Pi _{G}+\Pi _{B})}
Където:
- {\displaystyle {\operatorname {d} Q \over \operatorname {d} t}} е ГФ.
- {\displaystyle K_{f}} се нарича филтрационна константа и се дефинира като произведение от хидравличната пропускливост и лицето на повърхността на гломерулните капиляри.
- {\displaystyle P_{G}} е хидростатичното налягане в гломерулните капиляри.
- {\displaystyle P_{B}} е хидростатичното налягане в Баумановата капсула.
- {\displaystyle \Pi _{G}} е колоидно осмотичното налягане в гломерулните капиляри.
- и {\displaystyle \Pi _{B}} е колоидно осмотичното налягане в Баумановата капсула.

#### Kf
Понеже тази константа се равнява на произведението на хидравличната пропускливост по площта на капилярите, почти е невъзможно да се измери директно в реалния смисъл. Това обаче не ни възпрепятства да я определим експериментално. Според указаните по-горе и впоследствие методи за измерване на ГФ, {\displaystyle K_{f}} може да се изчисли като експерименталната ГФ се раздели на нетното филтрационно налягане:
GFR = ГФ
NFP = Нетно филтрационно налягане
(4.)
{\displaystyle K_{f}={\frac {\textrm {GFR}}{\textrm {N\ F\ P}}}={\frac {\textrm {GFR}}{(P_{G}-P_{B}-\Pi _{G}+\Pi _{B})}}}

#### PG
Хидростатичното налягане в гломерулните капиляри се определя като разлика в наляганията на вливащата се чрез аферентната артериола кръв и това на изливащата се от еферентната артериола. Разликата в налягането се определя приблизително от произведението на хидравличния импеданс на съответната артериола и потока на кръвта през нея:
(5.)
{\displaystyle P_{a}-P_{G}=R_{a}\times Q_{a}}
(6.)
{\displaystyle P_{G}-P_{e}=R_{e}\times Q_{e}}
Където:
- {\displaystyle P_{a}} е налягането в аферентната (вливаща се) артериола.
- {\displaystyle P_{e}} е налягането в еферентната (изливаща се) артериола..
- {\displaystyle R_{a}} е съпротивлението в аферентната артериола.
- {\displaystyle R_{e}} е съпротивлението в еферентната артериола.
- {\displaystyle Q_{a}} е потока през аферентната артериола.
- и {\displaystyle Q_{e}} е потока през еферентната артериола.

#### PB
Налягането в Баумановата капсула и близката тръбичкаможе да се изчисли като разлика в наляганията между налягането в капсулата и слизащата тръбичка:
(7.)
{\displaystyle P_{B}-P_{d}=R_{d}\times (Q_{a}-Q_{e})}
Където:
- {\displaystyle P_{d}} е налягането в слизащата тръбичка.
- и {\displaystyle R_{d}} е хидравличното съпротивление в слизащата тръбичка.

#### ∏G
Кръвната плазма съдържа различни протеини, оказващи налягане насочено към вътрешността на съдовете, което налягане се нарича онкотично и е насочено към водата в хипотоничен разтвор през полупропусклива биологична мембрана, вътре в Баумановата капсула. Поради размерите си, при наличие на здрави (изправни) гломерули, протеините са много по-големи от порите и не могат да напускат капилярите; тяхното налягане се изчислява по закона за идеалния газ:
(8.)
{\displaystyle \Pi _{G}=RTc}
Където:
- R е универсалната газова константа
- T е температурата.
- и, c е концентрацията в mol/L на плазмените протеини (разтоврени вещества минават свободно през полупропускливата мембрана на баумановата капсула).

#### ∏B
Стойността на ∏B почти винаги се приема за нулева за здравите нефрони, понеже протеините не могат да преминават през полупропускливата мембрана и съответно, онкотичното налягане там би следвало да е нулево.

## Оценени стойности
Използват се няколко формули разработени за да се оценят стойностите на ГФ или Ccr (Отделения креатинин – Creatinine Сlearance) въз основа на серумните нива на креатинина.

### Формула на Cockcroft-Gault
Количеството на отделения креатинин (eCCr) често се изчислява по формулата на Кокрофт-Голт (К-Г), която на свой ред изчислява ГФ в мл/мин. Наречена е на името на учените, които са я публикували за пръв път, формулата използва серумната концентрация на креатинина и измереното тегло на пациента, за да се предскаже отделения креатинин. Формулата според оригиналната си публикация е във вида:
(9.)
{\displaystyle eC_{Cr}={\frac {{\mbox{(140 - Age)}}\ \times \ {\mbox{Mass (kg)}}\ \times \ [{0.85\ \ Fem}]}{{\mbox{72}}\ \times \ {\mbox{SCr(mg/dL)}}}}}
Тази формула изисква теглото да се измерва в кг и креатинина да се измерва в мг/дл, според американския лабораторен стандарт. Получената стойност се умножава по константата 0,85, ако пациентът е жена. Тази формула е полезна, защото изчисленията са прости и често могат да се извършват без помощта на калкулатор.
Когато серумният креатинин се измерва в µmol/L:
(10.)
{\displaystyle eC_{Cr}={\frac {{\mbox{(140 - Age)}}\ \times \ {\mbox{Mass (kg)}}\ \times \ {Const}}{{\mbox{SCr }}\mu {\mbox{mol/L)}}}}}
- eCCr – оценен отделен креатинин (на английски: estimated creatinine clearance)
- Age – възраст
- Mass (kg) – маса в килограми
- SCr – серумен креатинин, концентрация (на английски: serum creatinine concentration)

Като Const = 1,23 за мъжете и 1,04 за жените.
Една интересна особеност на формулата на Кокрофт и Голт е, че тя показва как зависи оценката на отделения креатинин от възрастта. Възрастовият термин е (140 – възраст). Това означава, че 20-годишните (140 – 20 = 120) ще имат два пъти по-високо отделяне на креатинина спрямо 80-годишните (140 – 80 = 60) при едно и също ниво на серумния креатинин. Формулата на К-Г предполага, че жените ще имат 15 % по-ниско отделяне на креатинина спрямо това на мъж със същото ниво на серумен креатинин.

### иИГФ по формулатаMDRD
В последно време се препоръчва използването на оценка на изчислената гломерулна филтрация (иГФ) (или също изчислен индекс на гломерулна филтрация (иИГФ)) по формула разработена на базата на проучване за модификация на диетите при бъбречни заболявания (съкращението идва от английското Modification of Diet in Renal Disease Study Group).
Повечето австралийски лаборатории както и тези в Обединеното кралство днес определят и докладват изчислените MDRD стойности зедно с тези на креатинина като това стои в основата на оценката на бъбречните заболявания.
Възприетото автоматично докладване на ‘’MDRD’’-ГФ е обект на широка критика поради възможни неточности свързани с някои допуски и предположения, както и призтичашите диагностични предположения и квалификации (и в най-лош случай нецелесъобразно лечение).
Най-често използваната формула е MDRD „с 4 променливи“, която изчислява иИГФ при използване на следните четири биологични параметри (променливи): (1)серумен креатинин, (2)възраст, (3)етническа принадлежност и (4)пол.
Оригиналната MDRD формула използва шест променливи, като допълнителните променливи са серумните концентрации на (5)уреята и (6)албумина.
Уравненията са утвърдени при пациенти с хронична бъбречна недостатъчност, обаче и двете версии на формулата подценяват ГФ при здрави пациенти с ГФ над 60 мл/мин.
MDRD формулите не са утвърдени при пациенти с остра бъбречна недостатъчност.
За изчисления при измервания в системата SI, серумен креатинин в µmol/L:

(11.)
{\displaystyle {\mbox{eGFR}}={\mbox{32788}}\ \times \ {\mbox{SCr}}^{-1.154}\ \times \ {\mbox{Age}}^{-0.203}\ \times \ {[1.212\ if\ Blk]}\ \times \ {[0.742\ if\ Fem]}}
- eGFR = иГФ (изчислена гломерулна филтрация) и четирите променливи:

1. SCr = серумна концентрация на креатинина (от английски SERUM CREATININE)
2. Age = възраст
3. Blk = ако пациентът е чернокож, (от английски BLACK)[27]
4. Fem = за жени/пациентки (от английски/лат. feminine)

За изчисляване на иГФ с креатинин в мг/дл:

(12.)
{\displaystyle {\mbox{eGFR}}={\mbox{186}}\ \times \ {\mbox{SCr}}^{-1.154}\ \times \ {\mbox{A}}^{-0.203}\ \times \ {[1.212\ if\ B]}\ \times \ {[0.742\ if\ F]}}
Нивата на креатинина може да се преизчислят от µmol/L към мг/дл като се разделят на 88,4. В уравнението (12.) числото 32788 е резултат на израза 186×88.41.154.

По-сложен вариант на уравнението на MDRD включва също стойностите на нивата на серумен албумин и кръвната урея:
- eGFR = иГФ (изчислена гломерулна филтрация) и четирите променливи:

1. SCr = серумна концентрация на креатинина (от английски SERUM CREATININE)
2. Age = възраст
3. Blk = ако пациентът е чернокож, (от английски BLACK)[28]
4. Fem = за жени/пациентки (от английски/лат. feminine)
5. BUN = концентрацията на кръвната урея (азот) в мг/дл,
6. Alb = концентрацията на албумина в г/дл.

(13.)
{\displaystyle {\mbox{eGFR}}={\mbox{170}}\ \times \ {\mbox{SCr}}^{-0.999}\ \times \ {\mbox{Age}}^{-0.176}\ \times \ {[0.762\ if\ Fem]}\ \times \ {[1.180\ if\ Blk]}\ \times \ {\mbox{BUN}}^{-0.170}\ \times \ {\mbox{Alb}}^{+0.318}}
В този си вид MDRD уравненията може да се използват само ако лабораторията не е калибрирана за измерване на серумен креатинин чрез масова спектрометрия на изотопно разреждане (IDMS). Когато се използват стойности на калибриран серумен креатинин (които са около 6 % по-ниски), горните уравнения трябва да се умножат по 175/186 или по 0,94086.
Тъй като тези формули не внасят корекции за телесна маса, те подценяват иГФ за тежки хора и я надценяват за хора с поднормено тегло (виж формулата на Cockcroft-Gault по-горе).